# Филип Лам
Филип Лам (Минхен, Западна Немачка, 11. новембар 1983) је бивши немачки фудбалер и репрезентативац.

## Фудбалска каријера
Филип Лам има тренутно договор са клубом Бајерна из Минхена у коме тренутно игра. За Бајерн је већ играо када је био младић. У сезони 2002/03. мењао је клуб и прешао у Баден-Виртемберг Штутгарт, где је остао две сезоне. Узрок што је Лам прешао у Штутгарт је тај што је Бајерн већ имао једнога доброга одбрамбеног играча Француза Биксентеа Лизаразуа. У Штутгарту је учествовао у 53 игре од чега је само два пута погодио мрежу других тимова. Са Штутгартом је седам пута играо у Лиги шампиона и шест пута у УЕФА Куп. У јулу 2005. године Филип се вратио из Штутгарта у Минхен.

### Репрезентација
Свој први наступ за селекцију Немачке одиграо је 18. фебруара 2004. у Сплиту против селекције Хрватске. Са Немачком је учествовао на Европском првенству 2004. и на Светском првенству 2006.

### Светско првенство 2014.
Лам је 6. септембра 2013. одиграо своју 100. утакмице за репрезентацију Немачке у победи над Аустријом резултатом 3:0 током квалификација за Светско првенство 2014.
Лам је 16. јуна 2014. започео утакмицу за Немачку у централном везном реду у њиховом првом мечу на Светском првенству 2014, победом над Португалом 4-0 у Салвадору, и остао на тој позицији у следеће две утакмице у групи и утакмици осмине финала против Алжира.
Лам се вратио у позицију десног бека у четвртфиналу против Француске, и остао на тој позицији у победи Немачке над Бразилом резултатом 7–1 у полуфиналу. Лам је 11. јула 2014. уврштен у ужи избор од 10 фудбалера за ФИФА-ину Златну лопту за најбољег играча турнира.
Лам је 13. јула 2014 предводио Немачку до освајања Светског првенства, победом од 1:0 над Аргентином у финалу, што је четврти пут да је Немачка победила на такмичењу и први пут за уједињену Немачку.
Са 30 година, Лам је 18. јула 2014. је објавио да се повлачи из немачке репрезентације. Постигао је 5 голова у 113 наступа. Бастијан Швајнштајгер је 2. септембра 2014. наследио Лама на месту капитена немачке репрезентације.
Голови за репрезентацију
| #  | Датум           | Место     | Противник           | Гол | Резултат | Такмичење                |
| -- | --------------- | --------- | ------------------- | --- | -------- | ------------------------ |
| 1. | 28. април 2004. | Букурешт  | Румунија            | 1–5 | 1–5      | Пријатељска              |
| 2. | 9. јун 2006.    | Минхен    | Костарика           | 1–0 | 4–2      | Светско првенство 2006.  |
| 3. | 25. јун 2008.   | Базел     | Турска              | 3–2 | 3–2      | Европско првенство 2008. |
| 4. | 3. јун 2010.    | Франкфурт | Босна и Херцеговина | 1–1 | 3–1      | Пријатељска              |
| 5. | 22. јун 2012.   | Гдањск    | Грчка               | 1–0 | 4–2      | Европско првенство 2012. |

## Трофеји

### Бајерн Минхен
- Првенство Немачке (9) : 2002/03, 2005/06, 2007/08, 2009/10, 2012/13, 2013/14, 2014/15, 2015/16, 2016/17.
- Куп Немачке (7) : 2002/03, 2005/06, 2007/08, 2009/10, 2012/13, 2013/14, 2015/16.
- Лига куп Немачке (1) : 2007.
- Суперкуп Немачке (3) : 2010, 2012, 2016.
- Телеком куп Немачке (2) : 2013, 2014.
- Лига шампиона (1) : 2012/13. (финале 2009/10, 2011/12).
- УЕФА суперкуп (1) : 2013.
- Светско клупско првенство (1) : 2013.

### Немачка
- Светско првенство (1) : 2014. (треће место 2006. и 2010)
- Европско првенство : финале 2008.
- Европско првенство У 19 : финале 2002.